# بابا نوئل (فیلم ۱۹۵۹)
«بابا نوئل» (انگلیسی: Santa Claus (1959 film)) فیلمی در ژانر فانتزی است که در سال ۱۹۵۹ منتشر شد.